# Сквер Ленина (Уфа)
Сквер имени Владимира Ленина (разг. Ленинский сквер) — сквер на Верхнеторговой площади в Кировском районе города Уфы, на углу улиц Ленина и Коммунистической. В сквере расположен памятник В. Ленину. Образец садово-паркового искусства, ландшафтный памятник и градостроительства, объект культурного наследия регионального значения.
В советское время — центральный сквер города, где во второй половине 1970-х собирались уфимские «системные люди» и хиппи в потёртых джинсах.

## История
Согласно плану В. Гесте, Верхнеторговая площадь в Новой Уфе перенимала торговую функцию Троицкой площади в Старой Уфе, а в её центре запроектирован Гостиный двор; около нынешнего сквера — административная часть города. Площадь начала застраиваться с 1820-х. В описании М. Сомова указывается, что в северной и южной части площади расположены бульвары, из которых к 1864 году сохранился только южный.
С середины 1850-х — 1860-х на этом месте располагалась деревянная водоразборная будка, возле которой находилась площадка для подъезда и забора воды в бочки. Первоначально вода до водоразборной будки подавалась по деревянным трубам от родника у истока реки Сутолоки, а позже — от первой и единственной водонапорной башни города.
Сквер заложен в 1924, одновременно со строительством памятника В. Ленину, скульптуру которого выполнил И. А. Менделевич, проект разработал Д. М. Ларионов. Приглашённый садовник из Таврического сада за полтора года превратил сквер в цветущий сад: посажены деревья, кустарники, разбиты цветники. Открыт в 1925.
В 1930-х у городских властей появилась идея объединить пространство Верхнеторговой площади по улице Ленина — от Аксаковского народного дома на улице Пушкина до сквера Ленина на Коммунистической улице — в центральную парадную площадь, а торговые дома братьев Крестовниковых, Косицкого и Иванова — Нобеля, и саму деловую функцию Верхнеторговой площади, со временем уничтожить. К 1942 существовал Сталинский (после 1961 — Победы; ныне — Театральный) сквер, созданный по примеру сквера Ленина.
В 1989, Распоряжением Совета Министров Башкирской АССР № 452р от 27.06.1989, скверу присвоен статус ландшафтного памятника и градостроительства.
В конце 1980-х — начале 1990-х начата реконструкция сквера и памятника Ленину.

## Галерея

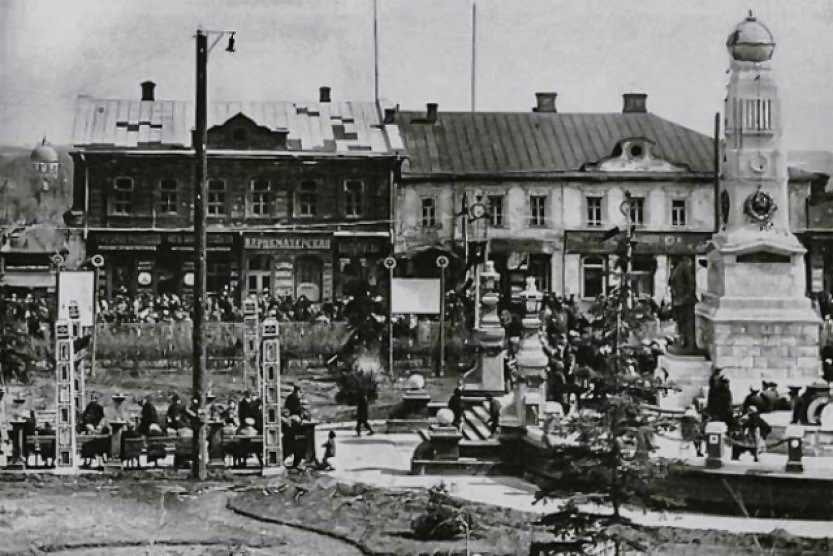
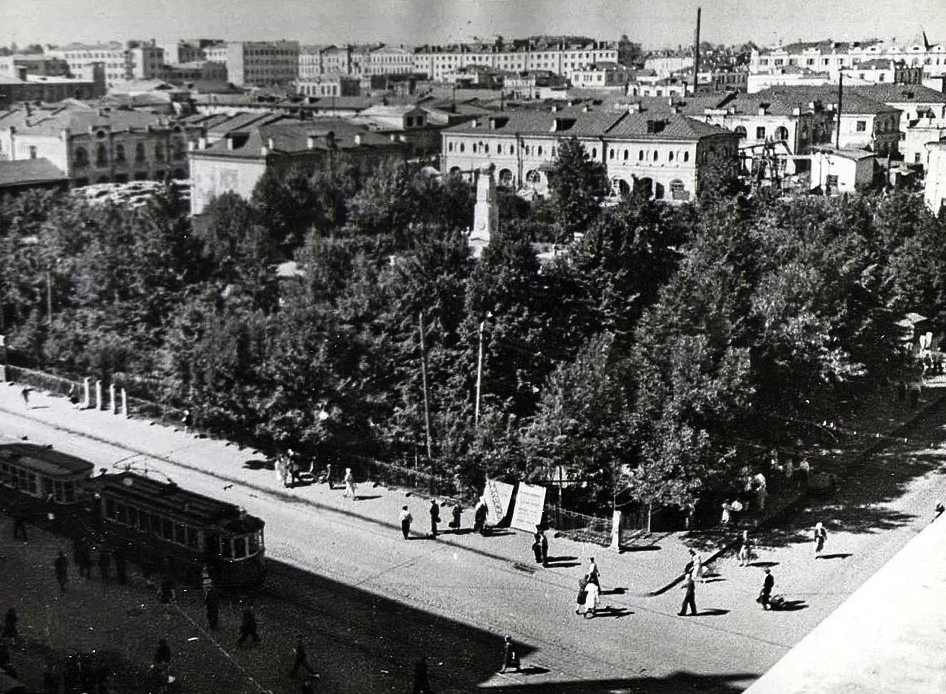
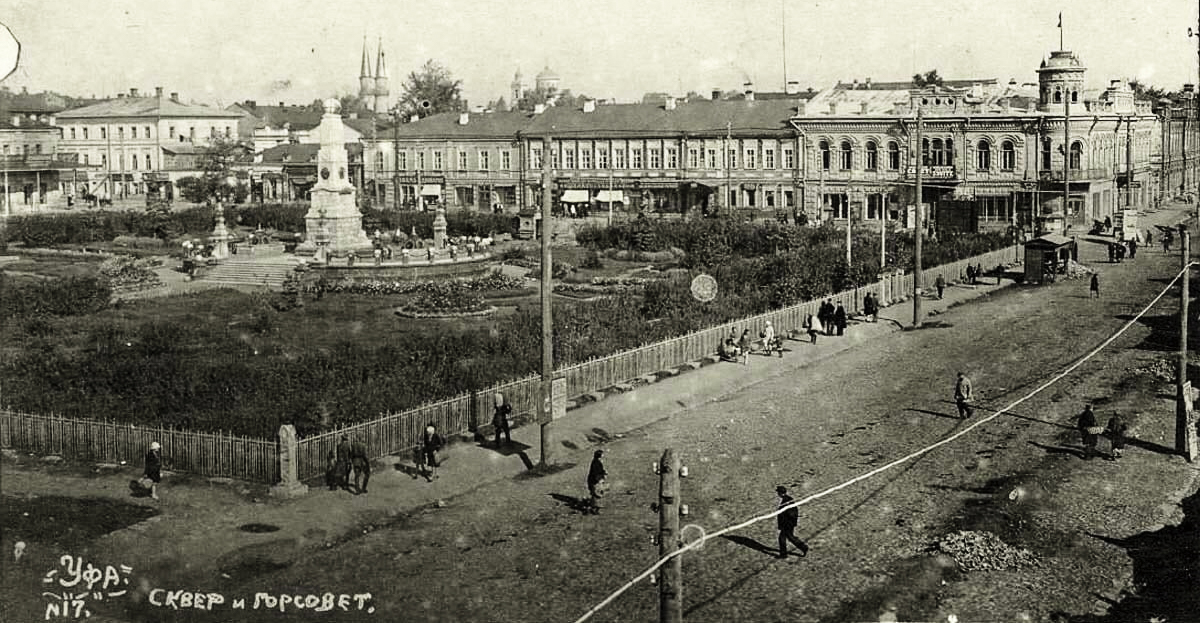
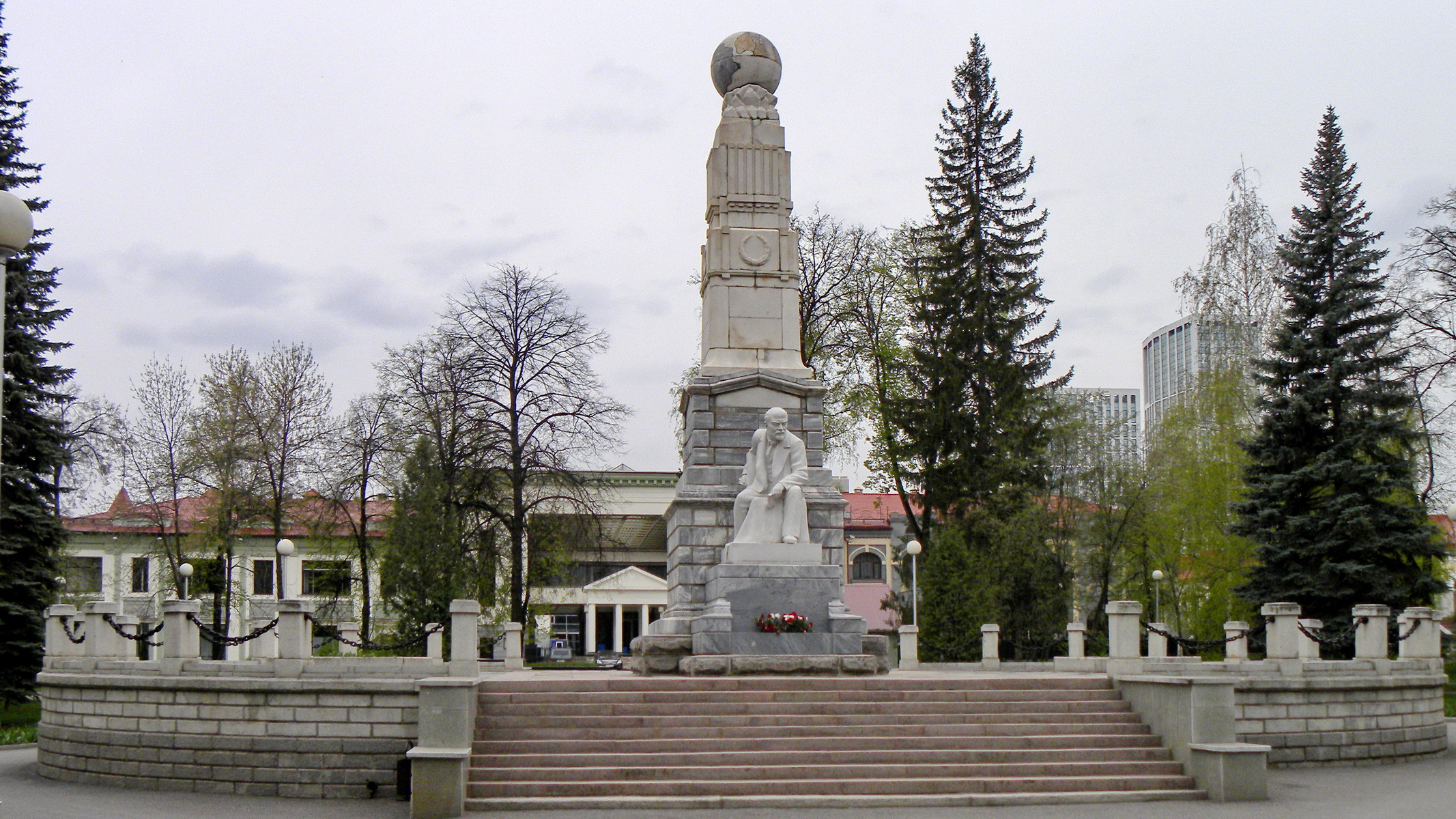
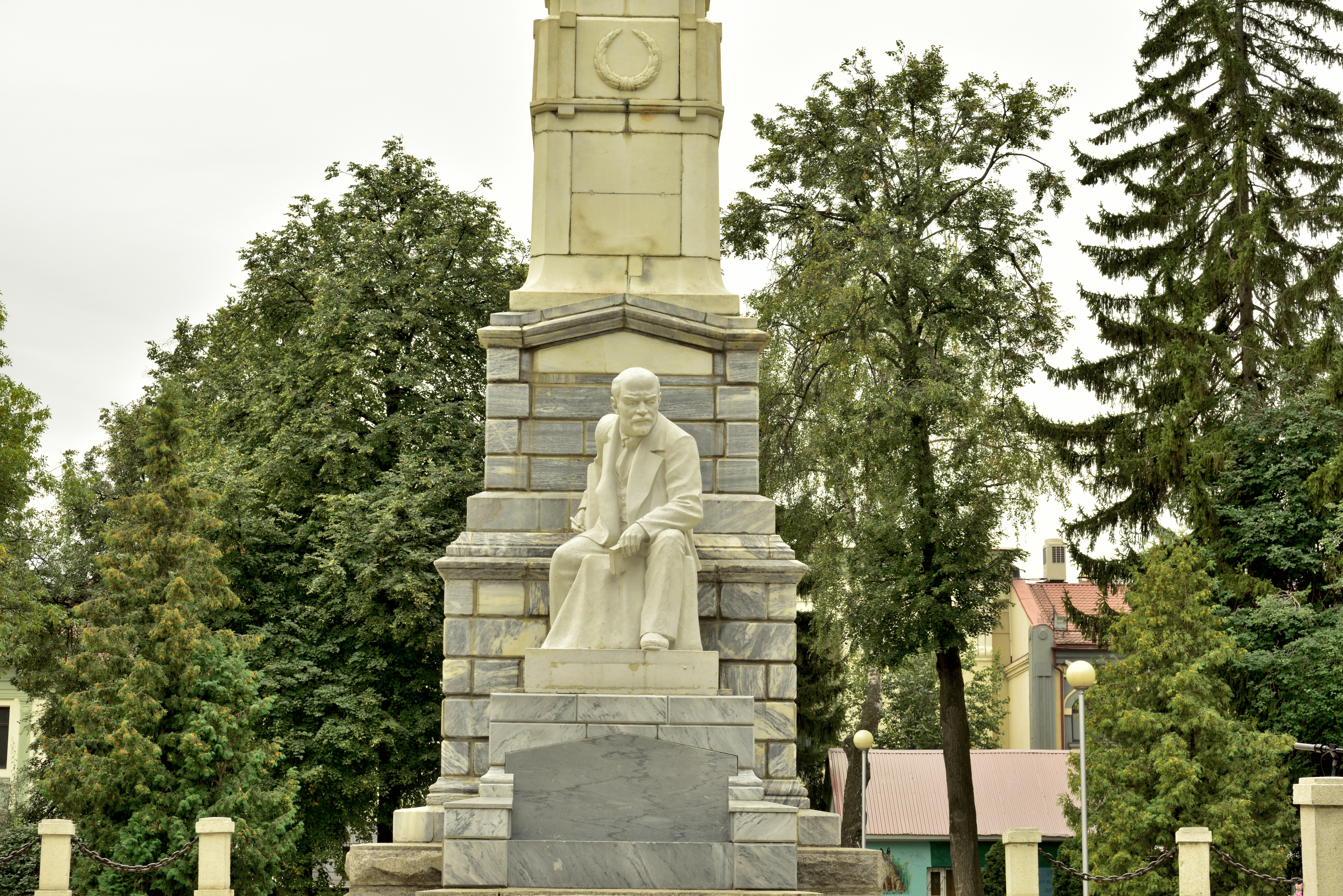